# The Mothers-In-Law

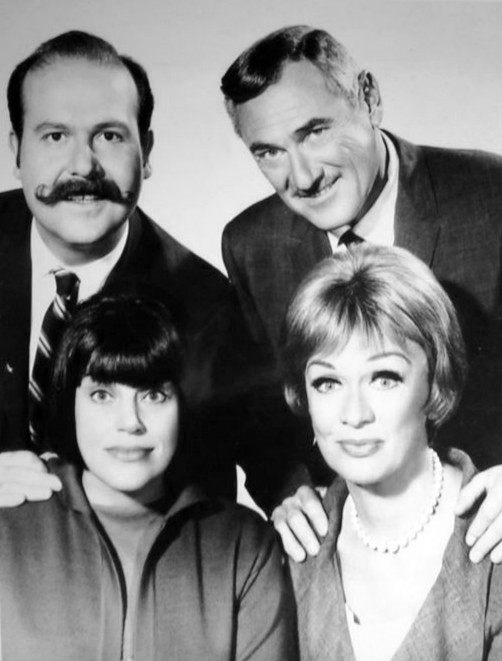
Da sinistra, Roger C. Carmel, Herbert Rudley, Kaye Ballard, Eve Arden.

The Mothers-In-Law è una serie televisiva statunitense in 56 episodi trasmessi per la prima volta nel corso di 2 stagioni dal 1967 al 1969.
È una sitcom interpretata da Eve Arden e Kaye Ballard nel ruolo di due signore amiche e vicine di casa i cui figli si sposano.

## Trama
Eve e Herb Hubbard hanno vissuto accanto a Kaye e Roger Buell (interpretato prima da Roger C. Carmel e poi da Richard Deacon) per 15 anni. Herb è un avvocato di successo, mentre Roger è un autore televisivo che lavora a casa. Gli Hubbard sono molto puritani a differenza dei Buell, amanti del divertimento. Nonostante le loro differenze, tra cui una disparità d'età di circa vent'anni, sono amici. A dispetto della loro amicizia, però, tendono ad imbattersi in numerosi battibecchi.
Il figlio dei Buell, Jerry, e la figlia degli Hubbard, Suzie, si innamorano mentre sono al college, si sposano, e mettono su casa nel garage degli Hubbard. Le due coppie di genitori hanno idee diverse su come i loro figli dovrebbero vivere la loro vita, e la costante ingerenza delle due madri nel loro rapporto è una delle premesse principali della serie. Una delle differenze tra le due coppie è che Kaye ha permesso a Suzie di chiamarla "mamma Buell" mentre Eve non ha permesso a Jerry di chiamarla "mamma Hubbard". Durante la seconda stagione, la giovane coppia ha due gemelli, un maschio e una femmina di nome Joey e Hildy (dai secondi nomi di Kaye ed Eve).

## Personaggi e interpreti

### Personaggi principali
- Eve Hubbard (56 episodi, 1967-1969), interpretata da Eve Arden.
- Kaye Buell (56 episodi, 1967-1969), interpretata da Kaye Ballard.
- Herb Hubbard (56 episodi, 1967-1969), interpretato da Herbert Rudley.
- Jerry Buell (56 episodi, 1967-1969), interpretato da Jerry Fogel.
- Suzie Hubbard Buell (56 episodi, 1967-1969), interpretata da Deborah Walley.
- Roger Buell (30 episodi, 1967-1968), interpretato da Roger C. Carmel.
- Roger Buell (26 episodi, 1968-1969), interpretato da Richard Deacon.

### Personaggi secondari
- Raphael del Gado (4 episodi, 1967-1968), interpretato da Desi Arnaz.
- Cynthia (3 episodi, 1967-1968), interpretata da Judy Franklin.
- Infermiera Charlotte (3 episodi, 1967-1969), interpretata da Vanda Barra.
- George (3 episodi, 1967-1968), interpretato da Paul Napier.
- Bob Simpson (3 episodi, 1968-1969), interpretato da John Myhers.
- Dottor Butler (3 episodi, 1968-1969), interpretato da Herb Voland.
- Bill Trumbull (3 episodi, 1968), interpretato da Bruce Kirby.
- Fred Cooper (2 episodi, 1968-1969), interpretato da Del Moore.
- Annie McTaggert (2 episodi, 1968-1969), interpretata da Jeanette Nolan.
- Mr. Pratt (2 episodi, 1968-1969), interpretato da Benny Rubin.
- Fernando (2 episodi, 1968), interpretato da Pepin Betancourt.
- Vic Cornell (2 episodi, 1968), interpretato da Harry Hickox.
- Margaret Cornell (2 episodi, 1968), interpretata da Shirley Mitchell.
- Betty Trumbull (2 episodi, 1968), interpretata da June Whitley Taylor.

## Produzione
La serie, ideata da Bob Carroll Jr. e Madelyn Davis, fu prodotta da Desi Arnaz Productions e United Artists Television e girata nei General Service Studios a Hollywood in California. Le musiche furono composte da Wilbur Hatch. La maggior parte degli episodi furono sceneggiati da Davis Madelyn Pugh e Bob Carroll, Jr, che avevano lavorato con Desi Arnaz nella serie I Love Lucy. Arnaz fa alcune apparizioni occasionali nel ruolo del matador Raphael del Gado di Barcellona.

### Registi
Tra i registi sono accreditati:
- Elliott Lewis in 35 episodi (1967-1969)
- Desi Arnaz in 24 episodi (1967-1968)

### Sceneggiatori
Tra gli sceneggiatori sono accreditati:
- Bob Carroll Jr. in 52 episodi (1967-1969)
- Madelyn Davis in 52 episodi (1967-1969)
- Fred S. Fox in 5 episodi (1967-1968)
- Seaman Jacobs in 5 episodi (1967-1968)
- Bob Fisher in 4 episodi (1968-1969)
- Arthur Marx in 4 episodi (1968-1969)
- Sydney Zelinka in 3 episodi (1967-1969)
- Elaine Di Bello Bradish in 3 episodi (1968-1969)
- Bill Idelson in 2 episodi (1967-1968)
- Harvey Miller in 2 episodi (1967-1968)
- Bill O'Hallaren in 2 episodi (1967)
- Bruce Howard in 2 episodi (1969)

## Distribuzione
La serie fu trasmessa negli Stati Uniti dal 10 settembre 1967 al 13 aprile 1969 sulla rete televisiva NBC. È stata distribuita anche in Spagna con il titolo Suegras.

## Episodi
| Stagione         | Episodi | Prima TV USA |
| ---------------- | ------- | ------------ |
| Prima stagione   | 30      | 1967-1968    |
| Seconda stagione | 26      | 1968-1969    |